# فيرونيكا هاغن
فيرونيكا هاغن (بالألمانية: Veronika Hagen)‏ هي موسيقية نمساوية، ولدت في 5 مايو 1963 في سالزبورغ في النمسا.

## وصلات خارجية
- فيرونيكا هاغن على موقع ميوزك برينز (الإنجليزية)
- فيرونيكا هاغن على موقع أول ميوزيك (الإنجليزية)
- فيرونيكا هاغن على موقع ديسكوغز (الإنجليزية)